# مسابقه ناعادلانه (فیلم)
مسابقه ناعادلانه (به ایتالیایی: Concorrenza sleale) محصول ۲۰۰۱ فیلم درام ایتالیایی به کارگردانی اتوره اسکولا است. فیلم در چینه چیتا فیلمبرداری شده است و بعضی از مجموعه‌هایش توسط مارتین اسکورسیزی در فیلم دار و دسته‌های نیویورکی استفاده شده است.

## داستان فیلم
رم در سال ۱۹۳۸، اومبرتو و لئونه مغازه لباس مردانه در یک خیابان دارند. اومبرتو کاتولیک و لئونه یهودی است. قوانین نژادی در ایتالیا در سال ۱۹۳۸ بعد از دیدار هیتلر از رم پذیرفته شده‌اند.